# Trifurcula etnensis
Trifurcula etnensis là một loài bướm đêm thuộc họ Nepticulidae. Nó được miêu tả bởi A. và Z. Laštuvka năm 2005. Nó được tìm thấy ở Mt. Etna, Sicilia.